# 21 ноември
21 ноември е 325-ият ден в годината според григорианския календар (326-и през високосна година). Остават 40 дни до края на годината.

## Събития
- 695 г. – Свети Вилиброрд е ръкоположен за пръв епископ на фризийците.
- 1344 г. – Започва строежът на сегашната катедрала „Свети Вит“, когато епископът на Прага е издигнат в архиепископ.
- 1673 г. – Войската на бъдещия полски крал Ян III Собиески разгромява армията на Хюсеин паша при украинската крепост Хотин.
- 1766 г. – Във Филаделфия е открит първият театър в Северна Америка.
- 1783 г. – Жан Пилатр и маркиз Франсоа д'Арлан извършват първия свободен полет над Париж с балон.
- 1789 г. – Северна Каролина става 12-ият щат на САЩ.
- 1806 г. – Наполеон Бонапарт издава указ за икономическа блокада на Англия, в отговор на организираната от Англия морска блокада на Франция.
- 1916 г. – След попадане на морска мина в Егейско море потъва корабът близнак на Титаник – лайнерът Британик. От 1300 души екипаж и пасажери загиват 30.

- 1920 г. – ИРА извършва екзекуция на 14 тайни агенти от британските тайни служби, известно в историята като Кървавата неделя.
- 1931 г. – Фирмата AT&T започва производството на първия телекс.
- 1974 г. – При два атентата на групировката ИРА в Бирмингам загиват 19 души и са ранени 180.
- 1980 г. – При най-големия в историята на Невада (САЩ) пожар на хотел в Лас Вегас загиват 87 души и 650 са ранени.
- 1995 г. – Подписано е Дейтънското споразумение, което слага край на продължилата три години и половина война в Босна и Херцеговина. Споразумението е тържествено ратифицирано в Париж на 14 декември същата година.
- 1999 г. – За първи път действащ президент на САЩ (Бил Клинтън) прави официално посещение в България.
- 2002 г. – НАТО отправя покана към България, Естония, Латвия, Литва, Румъния, Словакия и Словения за присъединяване към пакта.
- 2002 г. – В Йерусалим, терорист от Хамас прикрепва бомба за тялото си и убива 11 човека в автобус, детонирайки бомбата.
- 2004 г. – При манипулиране на изборите за президент на Украйна Виктор Янукович е обявен за победител, което дава начало на масовите протести известни като Оранжевата революция.
- 2004 г. – Страните от Парижкия клуб опрощават 80% (около $100 милиарда) от външния дълг на Ирак.
- 2004 г. – Самолетът при полет 5210 на „Чайна Ийстърн Еърлайнс“ се разбива малко след излитане от международното летище „Шанхай Хунцяо“ в Шанхай и убива всички 53 души на борда, както 2 на земята.
- 2006 г. – В резултат на взрив в полската каменовъглена мина Халемба на 1030 метра дълбочина загиват 23 миньори.
- 2006 г. – Иън Торп, австралийски олимпийски плувец, обявява края на кариерата си.
- 2011 г. – Уан Дайрекшън пуска на пазара в Обединеното кралство първия си студиен албум Up All Night.
- 2012 г. – Поне 28 са ранени, след като бомба е хвърлена по автобус в Тел Авив, Израел.
- 2012 г. – Боливия реализира национално преброяване на населението.
- 2013 г. – Започват масови протести в Украйна, след като Виктор Янукович отказва да подпише споразумение за асоцииране на страната с ЕС.
- 2021 г. – В Чили се провеждат президентски избори.

## Родени
- 1694 г. – Волтер, френски философ († 1778 г.)
- 1768 г. – Фридрих Шлайермахер, германски теолог и философ († 1834 г.)
- 1798 г. – Жером-Адолф Бланки, френски икономист († 1854 г.)
- 1818 г. – Люис Морган, американски антрополог († 1881 г.)
- 1841 г. – Луиджи Мария Албертис, италиански естественик († 1901 г.)
- 1848 г. – Ради Иванов, български революционер († 1899 г.)
- 1854 г. – Бенедикт XV, римски папа († 1922 г.)
- 1864 г. – Петър Лолов, български генерал († 1925 г. – загинал при атентат)
- 1870 г. – Ефрем Чучков, български революционер († 1923 г.)
- 1870 г. – Зигфрид Едстрьом, шведски предприемач († 1964 г.)
- 1871 г. – Панайот Пипков, български композитор и капелмайстор († 1942 г.)
- 1872 г. – Никола Ризов, български дипломат († 1942 г.)
- 1875 г. – Никола Русински, български революционер († 1942 г.)
- 1877 г. – Коста Георгиев, български революционер († 1932 г.)
- 1879 г. – Димитър Табаков, български математик († 1973 г.)
- 1883 г. – Николай Стоянов, български ботаник († 1968 г.)
- 1888 г. – Милко Балан, български лекар († 1973 г.)
- 1898 г. – Димитър Симидов, български писател († 1984 г.)
- 1898 г. – Рене Магрит, белгийски художник († 1967 г.)
- 1902 г. – Исаак Башевис Сингер, американски писател от полски произход, Нобелов лауреат († 1991 г.)
- 1902 г. – Михаил Суслов, съветски идеолог († 1971 г.)
- 1902 г. – Ференц Хирзер, унгарски футболист и треньор († 1957 г.)
- 1914 г. – Сотир Костов, български художник († 1992 г.)
- 1922 г. – Мария Казарес, френска актриса от испански произход († 1996 г.)
- 1924 г. – Кристофър Толкин, английски писател († 2020 г.)
- 1932 г. – Берил Бейнбридж, английска актриса и писателка († 2010 г.)
- 1937 г. – Ференц Коша, унгарски режисьор
- 1938 г. – Петър Бояджиев, български лекар
- 1940 г. – Ричард Марчинко, американски офицер († 2021 г.)
- 1943 г. – Жак-Анри Лафит, френски пилот от Формула 1
- 1944 г. – Ричард Дърбин, американски политик
- 1944 г. – Харолд Реймис, американски актьор, режисьор и сценарист († 2014 г.)
- 1945 г. – Голди Хоун, американска актриса
- 1945 г. – Димитър Калчев, български политик († 2008 г.)
- 1948 г. – Мишел Сулейман, президент на Ливан
- 1948 г. – Дебора Шелтън, американска актриса
- 1950 г. – Мими Виткова, български лекар и политик
- 1959 г. – Сергей Ратников, естонски футболист и треньор
- 1962 г. – Огнян Радев, български футболист
- 1963 г. – Атанас Пашев, български футболист
- 1963 г. – Ник Перумов, руски писател фантаст
- 1965 г. – Александър Сидиг, английски актьор
- 1965 г. – Бьорк, исландска музикантка
- 1966 г. – Евгений Бареев, руски шахматист
- 1976 г. – Аделино Лопеш, футболист от Гвинея-Бисау и Португалия
- 1977 г. – Ани, норвежка поп изпълнителка и диджей
- 1978 г. – Майкъл Тътъл, американски мотоциклетен дизайнер
- 1979 г. – Винченцо Якуинта, италиански футболист
- 1980 г. – Лина Златева, българска актриса
- 1980 г. – Керстин Прайвус, немска писателка
- 1984 г. – Джена Малоун, американска актриса
- 1985 г. – Карли Рей Джепсън, канадска певица, автор на песни и актриса
- 1985 г. – Хесус Навас, испански футболист
- 1989 г. – Фабиан Делф, английски футболист
- 1994 г. – Саул Нигес, испански футболист

## Починали
- 496 г. – Свети Геласий I, римски папа (* 5 век)
- 1325 г. – Юрий III, велик княз на Владимирско-Суздалското княжество
- 1555 г. – Георг Агрикола, немски лекар (* 1494 г.)
- 1695 г. – Хенри Пърсел, английски композитор (* 1659 г.)
- 1811 г. – Хайнрих фон Клайст, немски писател (* 1777 г.)
- 1835 г. – Сеишу Ханаока, японски лекар (* 1760 г.)
- 1841 г. – Никола Клеман, френски химик (* 1779 г.)
- 1844 г. – Иван Крилов, руски баснописец (* 1769 г.)
- 1870 г. – Карел Яромир Ербен, чешки историк (* 1811 г.)
- 1875 г. – Фридрих Ланге, германски философ (* 1828 г.)
- 1881 г. – Ами Буе, френски геолог (* 1794 г.)
- 1903 г. – Андон Жостов, български общественик (* 1842 г.)
- 1910 г. – Васил Стоянов, български филолог (* 1839 г.)
- 1916 г. – Франц Йозеф, император на Австро-Унгария (* 1830 г.)
- 1924 г. – Христо Гюлеметов – Бонбона, български комунист и политик (* 1899 г.)
- 1928 г. – Херман Зудерман, немски писател (* 1857 г.)
- 1940 г. – Сава Дацов, български икономист (* 1857 г.)
- 1943 г. – Иван Клинчаров, български писател и литературен критик (* 1877 г.)
- 1970 г. – Венката Раман, индийски физик, Нобелов лауреат през 1930 г. (* 1888 г.)
- 1990 г. – Георги Цанков, български политик (* 1913 г.)
- 1996 г. – Абдус Салам, пакистански физик, Нобелов лауреат през 1979 г. (* 1926 г.)
- 1999 г. – Ралф Фуди, американски актьор (* 1928 г.)
- 2001 г. – Салахудин, крал на Малайзия (* 1926 г.)
- 2007 г. – Сотир Майноловски, български актьор (* 1930 г.)
- 2011 г. – Ан Макафри, американска писателка на научна фантастика (* 1926 г.)

## Празници
- Православна църква – Въведение Богородично (Ден на християнското семейство и на православната християнска учаща се младеж)
- ООН – Световен ден на телевизията (от 1996 г.)
- Световен ден на приветливостта (World Hello Day – от 1973 г., по повод на войната между Египет и Израел)
- Международен ден на болните от муковисдидоза
- Бангладеш – Ден на въоръжените сили
- България – Празник на село Караново
- Италия – Празник на град Венеция
- Камбоджа – Фестивал на водата